# Thomas Youngblood
Thomas Youngblood est né le 29 mai 1974 à Richmond, en Virginie. Il est guitariste, membre fondateur et principal compositeur du groupe de power metal progressif/symphonique Kamelot.

## Débuts
Originaire de Richmond (Virginie), Thomas déménage à Tampa (Floride), à l’âge de 12 ans, après la mort de son père. Enfant solitaire, il se tourne vers la musique; il joue d’abord du saxophone à l’école secondaire, puis entreprend des leçons de guitare à 17 ans. Son professeur, un guitariste grec classique, lui apprend la technique du doigté pincé.
Il commence ensuite à composer sa propre musique et à jouer avec des jeunes de son voisinage. Un ami lui présente alors Richard Warner. Ce dernier joue de la batterie et partage les mêmes goûts musicaux que Thomas, notamment Iron Maiden, Judas Priest et RUSH. Ensemble, ils fondent Kamelot à Tampa (Floride) en 1991. Se joignent à la formation Mark Vanderbilt (chant) et Sean Tibbetts (basse).

## Kamelot
Après avoir produit une démo éponyme en 1993, Kamelot signe son premier contrat en 1994 avec Noise Records. Le premier album, Eternity, sort en août l'année suivante. Les amateurs ainsi que les critiques voient en Kamelot l’un des groupes les plus prometteurs du genre.
Entre 1995 et 2012, Kamelot produit neuf autres albums (voir discographie), auxquels Thomas Youngblood participe à titre de compositeur avec Roy Saetre Khantatat [chant], de son arrivée en 1998 jusqu’à son départ en 2011, de guitariste (guitare solo, rythmique et acoustique) et de choriste  (pour The Fourth Legacy).
Pour Silverthorn, album de la formation sorti en 2012, Thomas écrit la majeure partie de la musique avec l’aide d’Oliver Palotai (clavier), tandis que Tommy Karevik (chant) s’occupe de composer une partie des paroles et mélodies.
Le départ de Roy Khan, annoncé officiellement le 22 avril 2011, et son remplacement par Tommy Karevik en juin 2012, constitue probablement le changement le plus marquant au sein du groupe. Thomas indique avoir choisi Karevik d’abord et avant tout en raison de ses capacités vocales, mais aussi parce qu’il correspondait à l’image et au son de Kamelot et permettait ainsi d'avoir une transition "en douceur" auprès des fans, tout en assurant la pérennité du groupe
Thomas est le seul membre originel de la formation à en faire toujours partie aujourd’hui (si l’on exclut Sean C. Tibbetts, qui a été absent de 1992 à 2008).
Kamelot a entrepris en 2013 une tournée mondiale pour promouvoir Silverthorn. En plus des dates pour l’Asie, l’Amérique du Nord et la partie nord de l'Europe qui ont été annoncées, le groupe a visité l’Australie pour la toute première fois.

## Vie personnelle
Son épouse, Mari Youngblood, est chanteuse soprano et fait quelques apparitions à titre d’artiste invitée sur plusieurs albums de Kamelot. Ils ont une fille prénommée Annelise, ainsi qu'un garçon, Thomas Jr. On peut entendre la voix d'Annelise dans les pièces Soul Society (The Black Halo), Silverthorn et Sacrimony (Silverthorn).
En plus de jouer de la guitare, Thomas joue de la batterie et compose au clavier.
Ses principales inspirations sont diverses : musique new age (Enya, Yanni), celtique, espagnole (Strunz and Farrar); Michael Schenker; Cirque du Soleil; Hans Zimmer; musique de film.
Thomas Youngblood est propriétaire du label KMG Recordings, qu'il a fondé en 2010, et président-directeur général de KMI Entertainment (depuis 2003).

## Discographie

### Avec Kamelot
- 1995 : Eternity
- 1997 : Dominion (Album)
- 1998 : Siege Perilous
- 1999 : The Fourth Legacy
- 2000 : The Expedition (album live)
- 2001 : Karma
- 2003 : Epica
- 2005 : The Black Halo
- 2006 : One Cold Winter's Night (album live et DVD)
- 2007 : Ghost Opera
- 2008 : Ghost Opera - The Second Coming
- 2010 : Poetry for the Poisoned
- 2012 : Silverthorn
- 2015 : Haven
- 2018 : The Shadow Theory
- 2023 :The Awakening

### Artiste invité
- 1999 : Consortium Project - Ian Parry's Consortium Project
- 2001 : Consortium Project II - Continuum in Extremis
- 2003 : Aina - Days of Risind Doom